# Hybalus granicornis
Hybalus granicornis är en skalbaggsart som beskrevs av Leon Fairmaire 1879. Hybalus granicornis ingår i släktet Hybalus och familjen Orphnidae. Inga underarter finns listade i Catalogue of Life.